# Economia d'Espanya

Mapa d'arbre de les exportacions espanyoles per categoria (2017)

L'economia d'Espanya és una economia social de mercat molt desenvolupada. És la catorzena economia més gran del món pel PIB nominal, així com una dels més grans del món per paritat de poder adquisitiu. Espanya és membre de la Unió Europea i de la zona euro, de l'Organització per a la Cooperació i el Desenvolupament Econòmic (OCDE) i de l'Organització Mundial del Comerç. Espanya té una economia capitalista mixta. L'economia espanyola és la cinquena d'Europa per darrere d'Alemanya, el Regne Unit, França i Itàlia, així com la quarta de la zona euro segons les estadístiques del PIB nominal. L'any 2019, Espanya va ser el quinzè exportador i el catorzè importador del món. Espanya ocupa el lloc 25 en l'índex de desenvolupament humà de les Nacions Unides i el 32 en PIB per càpita pel Banc Mundial. Per tant, es classifica com una economia d'alts ingressos i entre els països de molt alt desenvolupament humà. Segons The Economist l'any 2005, Espanya tenia la 10a qualitat de vida més alta del món.
Després de la crisi financera del 2007-2008, l'economia espanyola va entrar en recessió, entrant en un cicle de rendiment macroeconòmic negatiu. En comparació amb la mitjana de la UE i dels EUA, l'economia espanyola va entrar en recessió més tard (l'economia encara creixia el 2008), però s'hi va mantenir més temps. L'auge econòmic dels anys 2000 es va revertir, deixant més d'una quarta part de la força laboral espanyola a l'atur el 2012. En termes agregats, el PIB espanyol es va contraure gairebé un 9% durant el període 2009-2013. La situació econòmica va començar a millorar el 2013-2014. Aleshores, el país va aconseguir revertir el dèficit comercial rècord que s'havia acumulat durant els anys de boom. Va aconseguir un superàvit comercial el 2013, després de tres dècades de dèficit comercial. L'excedent es va seguir reforçant durant el 2014 i el 2015.
El 2015, el PIB espanyol va créixer un 3,2%, una taxa que no es veia des del 2007, l'últim any abans de la crisi financera mundial. Aquesta taxa de creixement va ser la més alta entre les economies més grans de la UE aquell any. En només dos anys (2014-2015), l'economia espanyola va recuperar el 85% del PIB perdut durant la recessió 2009-2013. Aquest èxit va portar alguns analistes internacionals a referir-se a l'actual recuperació espanyola com "l'aparador dels esforços de reforma estructural". El 2016 també es va registrar un fort creixement del PIB, i el país va créixer dues vegades més ràpid que la mitjana de la zona euro. En aquest sentit, es preveia que l'economia espanyola continués sent l'economia principal amb millor rendiment de la zona euro el 2017. La taxa d'atur d'Espanya va baixar substancialment del 2013 al 2017. La taxa d'atur real és molt més baixa, ja que s'estima que milions de persones treballen al mercat gris, persones que compten com a aturades o inactives però que tenen feina. Tot i que les estimacions de l'economia oculta varien, el PIB real espanyol pot ser al voltant d'un 20% més gran, ja que s'estima que l'economia submergida d'Espanya mou anualment 190.000 milions d'euros (224.000 milions de dòlars EUA). Entre els països europeus d'alts ingressos, només Itàlia i Grècia s'estima que tenen economies submergides més grans que Espanya. Així, Espanya pot tenir un poder adquisitiu més elevat, així com un coeficient de Gini més petit del que es mostra en les xifres oficials. L'any 2012, el govern espanyol va sol·licitar oficialment un crèdit al Mecanisme Europeu d'Estabilitat (MES) per reestructurar el seu sector bancari davant una crisi financera. El MES va aprovar fins a 100.000 milions d'euros d'ajuda, tot i que, finalment, Espanya només va disposar de 41.300 milions d'euros. El programa MES per a Espanya va finalitzar amb l'amortització íntegra del crèdit disposat divuit mesos després.

## Fortaleses econòmiques

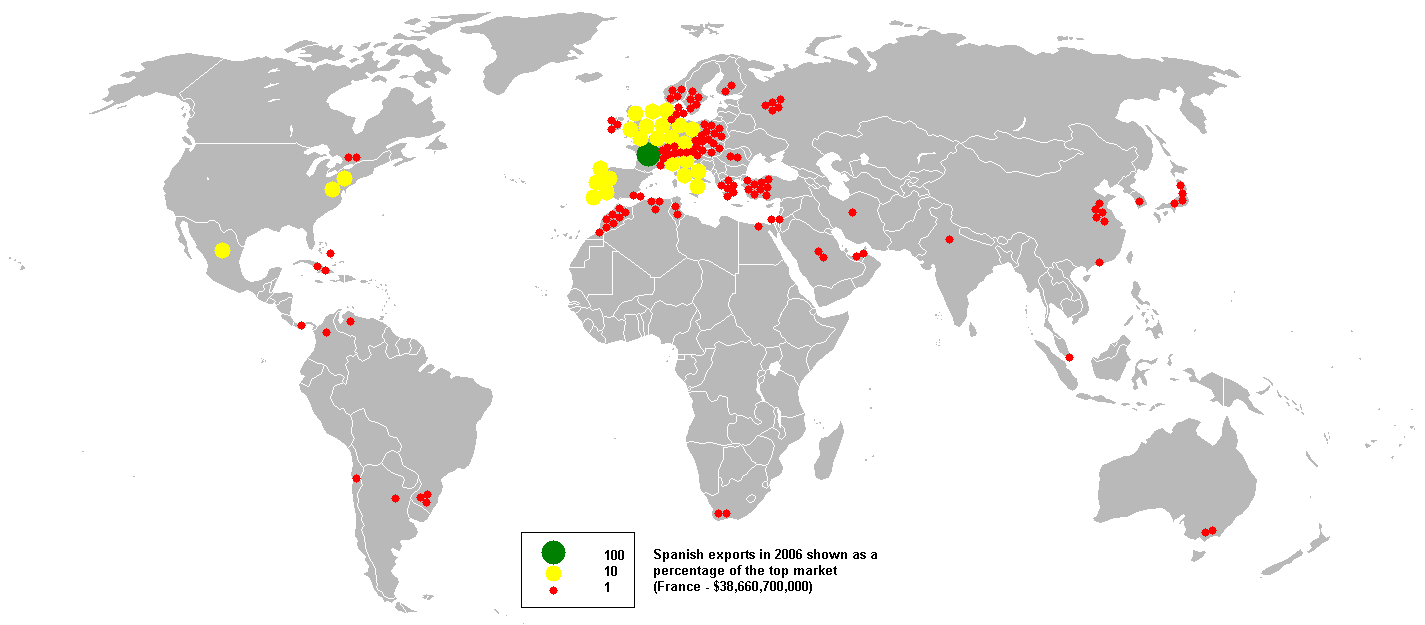
Mapa de les destinacions de les exportació espanyoles l'any 2006.

Des de la dècada de 1990 algunes empreses espanyoles han adquirit un estatus multinacional, sovint ampliant les seves activitats a Amèrica Llatina, Europa de l'Est i Àsia culturalment properes. Espanya és el segon inversor estranger a Amèrica Llatina, després dels Estats Units. Les empreses espanyoles també s'han expandit a Àsia, especialment a la Xina i l'Índia. Aquesta primera expansió global va donar a les empreses espanyoles un avantatge competitiu sobre alguns dels competidors d'Espanya i els veïns europeus. Una altra contribució a l'èxit de les empreses espanyoles pot tenir a veure amb l'interès creixent per la llengua i la cultura espanyoles a Àsia i Àfrica, però també amb una cultura corporativa que va aprendre a córrer riscos en mercats inestables.
Empreses espanyoles invertides en àmbits com la biotecnologia i la farmacèutica, o les energies renovables (Iberdrola és el major operador mundial d'energies renovables), empreses tecnològiques com Telefónica, Abengoa, Mondragon Corporación, Gamesa, Indra, fabricants de trens com CAF i Talgo, corporacions globals com l'empresa tèxtil Inditex, petrolieres com Repsol i empreses d'infraestructures. Sis de les deu empreses constructores internacionals més grans especialitzades en transport són espanyoles, entre elles Ferrovial, Acciona, ACS, OHL i FCC.
Espanya també disposa d'un sistema bancari sòlid, que inclou dos bancs d'importància sistèmica mundial, el Banco Santander i el BBVA, tot i que el principal banc del mercat nacional és CaixaBank.

## Turisme

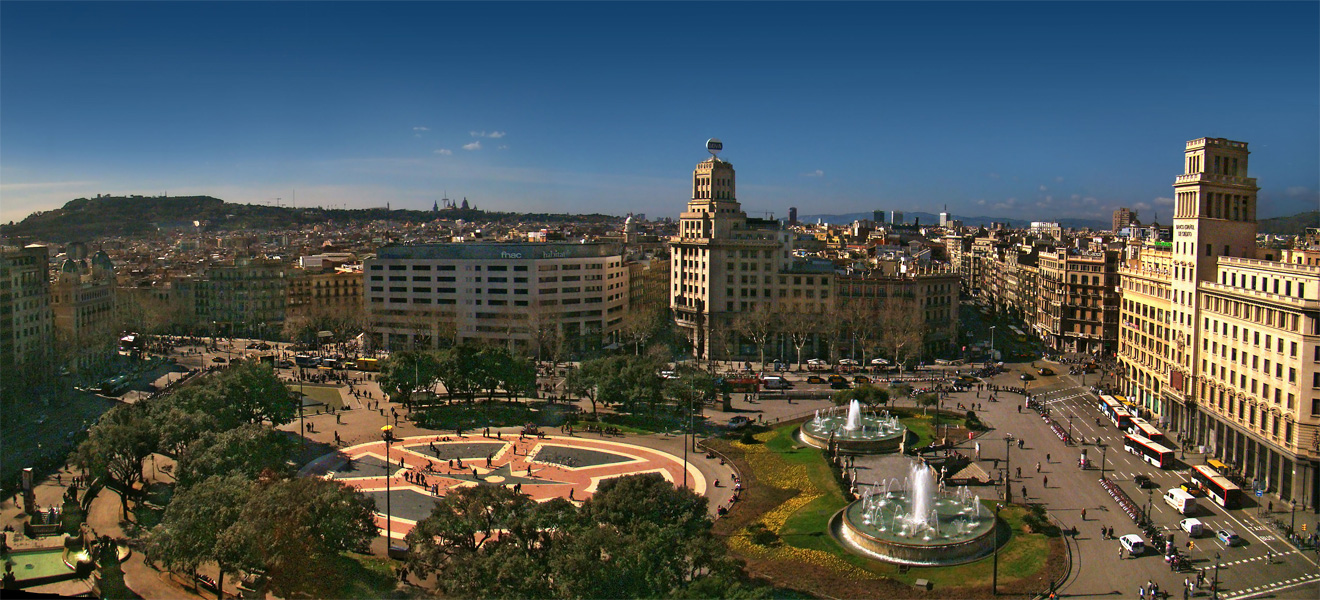
Barcelona - Plaça de Catalunya, la ciutat amb més turistes d'Espanya.

Espanya és la segona destinació turística més important del món, segons dades de l'Organització Mundial de Turisme, darrere de França i superior al turisme que reben els Estats Units i Itàlia. El 2004, Espanya va rebre 37.000 milions d'euros derivats d'aquesta indústria, la qual cosa va posicionar l'estat en la segona posició mundial en termes de renda econòmica derivada del turisme, darrere dels Estats Units. S'estima que el 2005 més de 52 milions de turistes estrangers van visitar Espanya. Catalunya és la primera destinació turística; les Illes Balears, la segona, i les Illes Canàries la tercera.

## Sistema financer

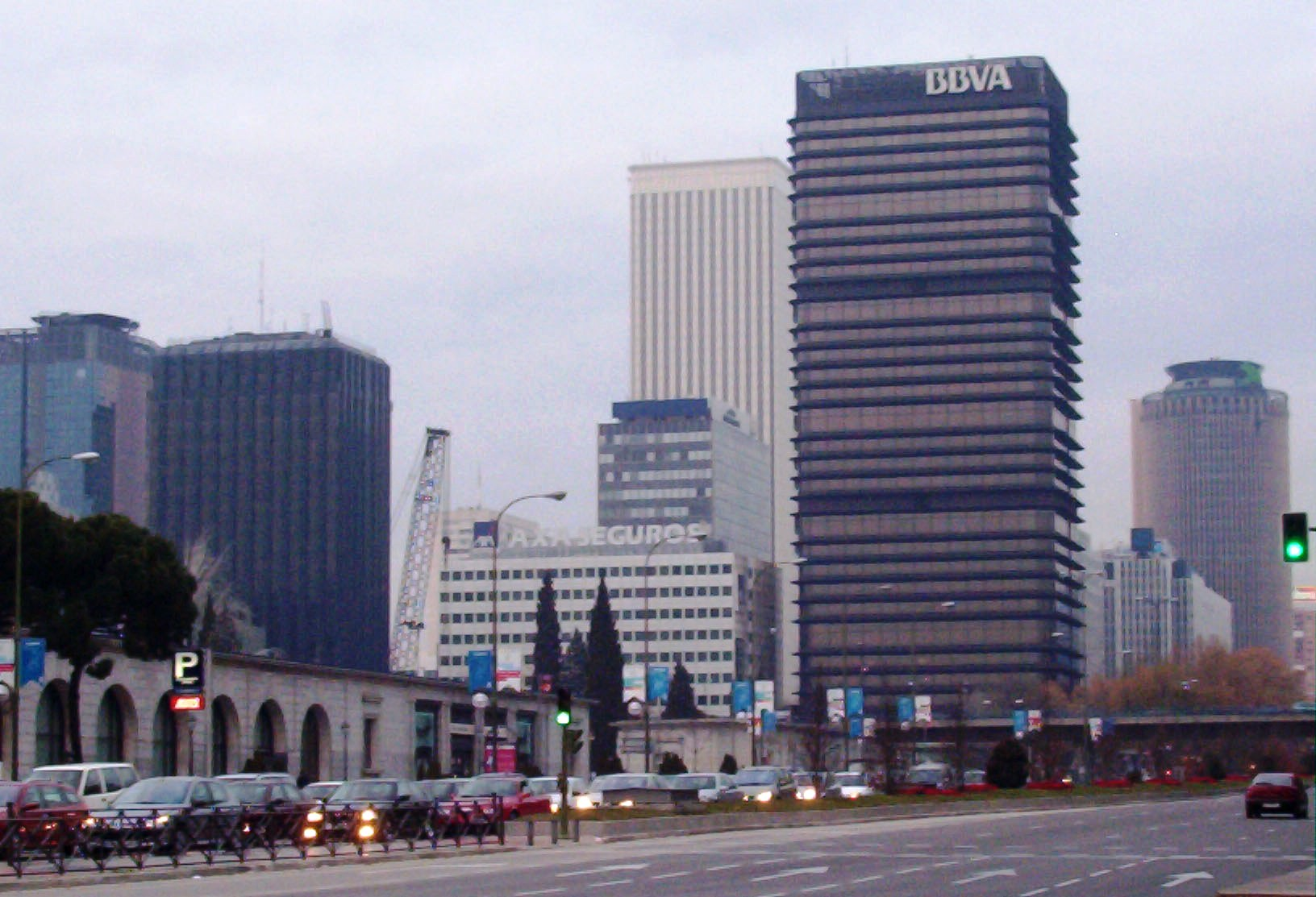
Vista del centre AZCA (districte empresarial) des del passeig de la Castellana, a Madrid.

El sistema financer espanyol està constituït pel sistema bancari, el sector de les assegurances, els fons de pensions i el mercat de valors. Les entitats amb més pes són les entitats de crèdit, les quals el 2007 posseïen el 68% dels actius financers. La regulació i supervisió del sistema financer recau sobre el Banc d'Espanya per a les institucions de crèdit, la Comissió Nacional del Mercat de Valors per als mercats de valors i la Direcció d'Assegurances per a les companyies d'assegurances.

## Reptes i preocupacions

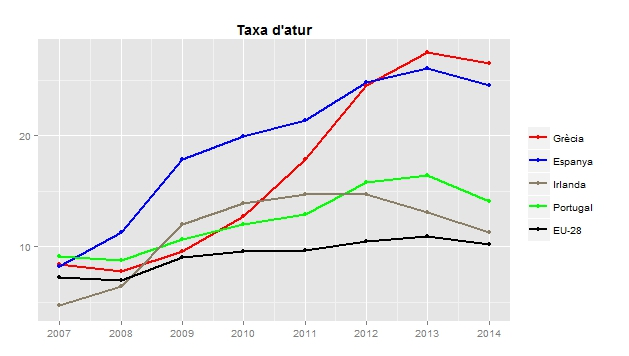
Taxa d'atur de Grècia, Espanya, Irlanda, Portugal i EU-28 de 2007 a 2014. Dades de l'Eurostat descarregades el 17 d'agost de 2015.

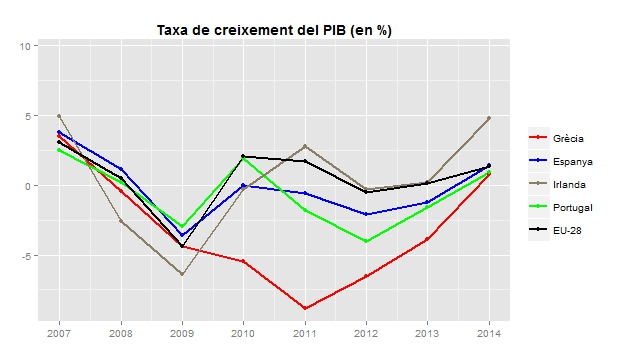
Taxa de creixement del PIB de Grècia, Espanya, Irlanda, Portugal i EU-28 de 2007 a 2014. Dades de l'Eurostat descarregades el 17 d'agost de 2015.

El model de creixement espanyol ha estat basat en el turisme massiu (Espanya és la segona destinació turística més important del món, després de França), la indústria de la construcció i el sector manufacturer, d'acord amb alguns economistes, no podrà continuar creixent amb el mateix ritme. L'Observatori de la Sostenibilitat ha publicat un report, amb suport del Ministeri del Medi Ambient i de la Universitat d'Alcalà, mostra que el PIB per capita va créixer 25% els últims deu anys mentre que les emissions de gasos amb efecte d'hivernacle han augmentat un 45% des de 1990. Encara que la població espanyola va créixer menys del 5% entre el 1990 i el 2000, les àrees urbanes es van expandir més del 25%; el consum energètic d'Espanya s'ha duplicat des de 1985, i creix a una taxa de 6% anual. Espanya depèn força del petroli importat (que supleix el 80% de les necessitats energètiques de l'estat).

## Autonomies

### Autonomies més desenvolupades
Les zones més desenvolupades d'Espanya, és a dir, les que sobrepassen la mitjana de la UE-15 són:
- Comunitat de Madrid
- País Basc
- Navarra
- Catalunya
- Illes Balears
- País Valencià
- Aragó
- La Rioja
- Castella i Lleó
- Cantàbria

### Zones menys desenvolupades
- Andalusia
- Extremadura
- Castella - la Manxa
- Galícia
- Regió de Múrcia
- Astúries

### Zones industrials
Encara que avui en dia la indústria no és tan important com durant el s.XX, les zones més industrials en el passat i en l'actualitat són:
- Comunitat de Madrid
- Catalunya
- País Basc
- País Valencià

## Empreses espanyoles

### Canals de Televisió
- Públics:
- RTVE

- Privats:
- Atresmedia
- Canal +
- Mediaset españa

#### Autonòmiques
- TV3, Super3-33, Esport 3 i 3/24 a Catalunya
- Canal Sur a Andalusia
- Canal 9 i Punt 2 a la Comunitat Valenciana
- Telemadrid i LaOtra a la Comunitat de Madrid
- ETB1 i ETB2 al País Basc
- TVG a Galícia
- TV Canarias a Canàries
- IB3 a les Illes Balears

### Cadenes de ràdio
- Cadena SER
- COPE
- Onda Cero
- Punto Radio
- RNE

### Premsa
- El País
- Público
- El Mundo
- ABC
- La Razón

### Moda
- Adolfo Domínguez
- El Corte Inglés
- Zara

### Línies aèries
- Iberia LAE
- Air Europa
- Clickair
- Vueling

### Telecomunicacions
- Telefónica
- Movistar
- Vodafone
- Orange
- Jazztel
- Yoigo
- Simyo